# Edu (Fußballspieler, 1981)
Edu, bürgerlich Eduardo Gonçalves de Oliveira (* 30. November 1981 in São Paulo), ist ein ehemaliger brasilianischer Fußballspieler. Zuletzt stand der Stürmer beim südkoreanischen Verein Jeonbuk Hyundai Motors unter Vertrag.

## Karriere
Edu spielte für die Jugendmannschaften des Guarani FC und des FC Santos. Anschließend spielte er für den FC São Paulo und Náutico Capibaribe. Im Sommer 2003 wurde er vom VfL Bochum zunächst als Abwehrspieler vom brasilianischen Zweitligisten CRA Catalano verpflichtet, nach einiger Zeit aber zum Stürmer umfunktioniert. In einem seiner ersten Spiele, noch als Defensivmann, unterlief ihm in der Schlussphase des UEFA-Pokal-Spiels am 30. September 2004 gegen Standard Lüttich ein schwerer Fehler, der zum 1:1-Ausgleich und dem Ausscheiden der Bochumer Mannschaft führte. Trotzdem entwickelte sich Edu auf der Angreiferposition in der Folgezeit zu einem der Publikumslieblinge. Zur Umschulung von Defensivakteur zur Offensivkraft sagte Edus damaliger Trainer Peter Neururer: „Wir wussten, dass er wahnsinnige Fähigkeiten besitzt, die wir nicht verschenken wollten. Hinten konnte ich ihn nicht mehr bringen. Um ihn und die Mannschaft zu schützen, habe ich ihn vorne reingestellt, weil ich sicher war, dass er das kann.“ Den Durchbruch in Bochum schaffte er dann aber erst 2005/06 in der 2. Bundesliga. Edu kam auf 33 Einsätze, was neben ihm in dieser Spielzeit nur Daniel Imhof gelang. Zudem war der Stürmer mit zwölf Treffern bester Torschütze seines Teams. Damit war er wichtiger Bestandteil des sofortigen Wiederaufstiegs in die erste Liga. Als Trainer Marcel Koller dann für den VfL-Angriff Theofanis Gekas verpflichtete, entschied sich Edu zum Wechsel.
Nach 63 Spielen und 16 Toren für den VfL Bochum wurde er im Sommer 2006 zum 1. FSV Mainz 05 verkauft, für den er in seinem ersten Spiel sein einziges Tor schoss. Schließlich kam der kräftige Angreifer nur selten zum Einsatz und war hinter Ranisav Jovanovic, Imre Szabics und Petr Ruman nur der vierte Stürmer. Ohne sich durchgesetzt zu haben, verließ Edu die Mainzer schon nach einem halben Jahr zum südkoreanischen Verein Suwon Samsung Bluewings. Unter dem früheren Bundesligaspieler und dortigem Trainer Bum-Kun Cha stieg Edu zum Publikumsliebling auf und wurde eine tragende Säule des Klubs. Mit den Bluewings wurde er schließlich 2008 südkoreanischer Meister und 2009 nationaler Pokalsieger.
Im Januar 2010 wurde Edu von FC Schalke 04 verpflichtet. Der Brasilianer unterschrieb einen Dreieinhalbjahresvertrag bei den „Knappen“. Sein erstes Tor für seinen neuen Klub erzielte er am 12. März 2010 im Heimspiel gegen den VfB Stuttgart. Bis zum Saisonende war Edu zwar nur meist Wechselspieler, kam aber zu regelmäßigen Einsätzen. Zur Folgesaison verstärkte sich der Verein im Sturm durch Akteure wie Raúl González und Klaas Jan Huntelaar. Trotzdem schaffte es der Brasilianer, immer wieder Spieleinsätze zu bekommen. Am 5. April 2011 stand er erstmals bei einem UEFA-Champions-League-Spiel in der Startelf. Beim 5:2-Auswärtserfolg bei Inter Mailand gelangen dem Stürmer seine ersten beiden Treffer im höchsten europäischen Vereinswettbewerb.
Nachdem Edu unter Ralf Rangnick kaum mehr zu Einsätzen gekommen war, wurde er Anfang September 2011 für die Saison 2011/12 an den türkischen Erstligisten Beşiktaş Istanbul ausgeliehen. Sein erstes Tor für Beşiktaş erzielte er beim 5:1-Sieg gegen Maccabi Tel Aviv in der Europa League am 15. September 2011.
Im August 2012 wurde er bis zum 31. Dezember 2012 an die SpVgg Greuther Fürth verliehen. Nach Ablauf des Leihvertrages kehrte er zum FC Schalke 04 zurück.
Am 28. Februar 2013 wechselte Edu zum chinesischen Erstligisten Liaoning Hongyun. Nach einer Saison verließ er Liaoning Hongyun wieder und wechselte zum FC Tokyo, mit dem er in der J. League Division 1 spielt. Nach einem Jahr in Japan, schloss sich Edu 2015 dem südkoreanischen Verein Jeonbuk Hyundai Motors an, die er im Sommer 2015 bereits wieder verließ: Er schloss sich für ein Jahr dem chinesischen Verein Hebei China Fortune an. Bereits im Juli 2016 kehrte Edu allerdings zu Jeonbuk zurück, wo er 2017 seine Karriere beendete.

## Erfolge
Vfl Bochum
- Meister der Zweiten Bundesliga: 2006

Suwon Samsung Bluewings
- Südkoreanischer Meister: 2008
- Südkoreanischer Pokalsieger: 2009

FC Schalke 04
- DFB-Pokalsieger: 2011
- DFL-Supercupsieger: 2011

Jeonbuk Hyundai Motors
- AFC Champions League: 2016

## Spielstil
Edus Spielweise galt als nicht sehr brasilianisch. Seine Stärken waren ein gutes Kopfballspiel und seine Dynamik. Bei einem Champions-League-Spiel im April 2011 gegen Inter Mailand bezeichnete ihn der Kommentator Wolff-Christoph Fuss als „brasilianische Dampframme“, wobei er vor allem auf Edus körperbetonte und intensive Art des Fußballspielens anspielte.